# Regierung der Tschechischen Republik

Emblem der Tschechischen Regierung

Die Regierung der Tschechischen Republik (Vláda České republiky) ist das oberste Organ der Exekutivgewalt in Tschechien. Sie setzt sich gemäß Art. 67 der Tschechischen Verfassung aus dem Ministerpräsidenten (předseda vlády oder premiér), den stellvertretenden Ministerpräsidenten (místopredseda vlády) und den Ministern (ministr) zusammen. Sie ist ein Kollegialorgan und dem Abgeordnetenhaus des Parlaments verantwortlich.
Sitz des Amtes der Regierung ist die Straka-Akademie auf der Kleinseite in Prag.

## Ernennung und Kompetenzen

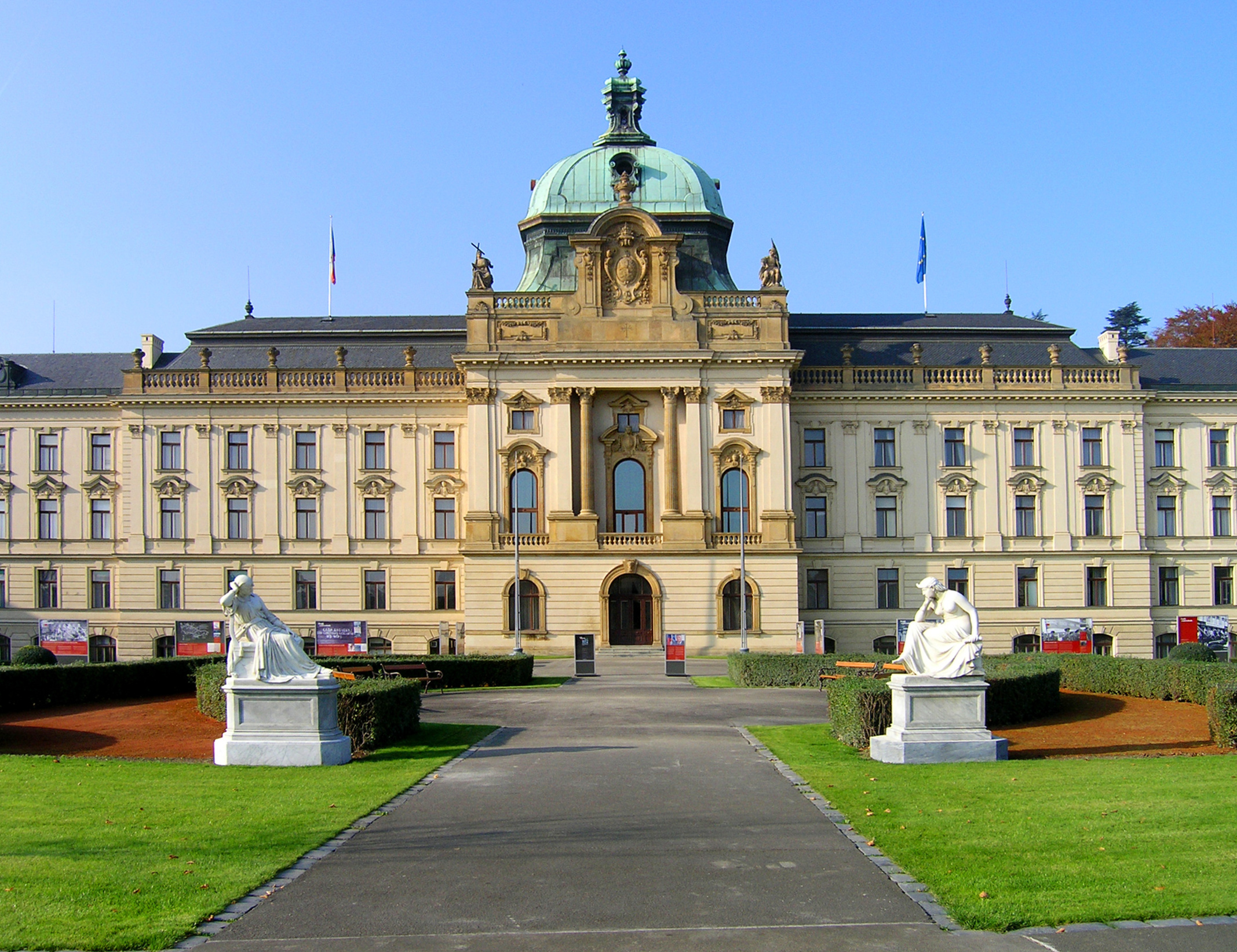
Straka-Akademie – Amtssitz der Tschechischen Regierung

Die verfassungsrechtliche Stellung der Regierung ist in den Artikeln 67 bis 80 der Verfassung der Tschechischen Republik geregelt.
Eine neue Regierung wird immer nach Rücktritt oder Abberufung der Vorgängerregierung ernannt. In der Regel geschieht dies nach den Wahlen zum Abgeordnetenhaus. Der Präsident der Republik ernennt den Ministerpräsidenten sowie die von diesem vorgeschlagenen übrigen Regierungsmitglieder, und betraut diese mit der Führung der einzelnen Ministerien. Siehe auch: Liste der Ministerien in Tschechien. Anschließend muss der Regierung binnen 30 Tagen vom Abgeordnetenhaus mehrheitlich das Vertrauen ausgesprochen werden. Nach Abgeordnetenhauswahlen oder einem erfolgreichen Misstrauensvotum muss die Regierung ihren Rücktritt einreichen (Art. 68).
Die Regierung kann Gesetzesinitiativen einbringen (Art. 41) und Verordnungen erlassen (Art 78). Sie ist außerdem zuständig für die staatliche Finanzpolitik und erstellt den Haushaltsplan (Art. 42).

## Liste der Regierungen seit 1993
Hier sind die bisherigen Regierungen der Tschechischen Republik angeführt, beginnend mit 1993 (d. h. nach der Teilung der Tschechoslowakei am 1. Januar 1993). Frühere Regierungen der Tschechoslowakei sowie Regierungen der tschechischen Teilrepublik (1960–1992) finden sich im Artikel Regierungen der Tschechoslowakei.
- Regierung Václav Klaus I (1. Januar 1993 bis 4. Juli 1996[Anm. 1])
- Regierung Václav Klaus II (4. Juli 1996 bis 2. Januar 1998[Anm. 2])
- Regierung Josef Tošovský (2. Januar 1998 bis 22. Juli 1998)
- Regierung Miloš Zeman (22. Juli 1998 bis 15. Juli 2002)
- Regierung Vladimír Špidla (15. Juli 2002 bis 4. August 2004)
- Regierung Stanislav Gross (4. August 2004 bis 25. April 2005)
- Regierung Jiří Paroubek (25. April 2005 bis 4. September 2006[Anm. 3])
- Regierung Mirek Topolánek I (4. September 2006 bis 9. Januar 2007[Anm. 4])
- Regierung Mirek Topolánek II (9. Januar 2007 bis 8. Mai 2009[Anm. 5])
- Regierung Jan Fischer (8. Mai 2009 bis 13. Juli 2010)
- Regierung Petr Nečas (13. Juli 2010 bis 10. Juli 2013[Anm. 6])
- Regierung Jiří Rusnok (10. Juli 2013 bis 29. Januar 2014)[Anm. 7]
- Regierung Bohuslav Sobotka (29. Januar 2014 bis 13. Dezember 2017)
- Regierung Andrej Babiš I (13. Dezember 2017 bis 27. Juni 2018)[Anm. 8]
- Regierung Andrej Babiš II (27. Juni 2018 bis 17. Dezember 2021)
- Regierung Petr Fiala (seit 17. Dezember 2021)[2]

Anmerkungen:
1. ↑  Weil die Kontinuität des neuen Staates zu der früheren Teilrepublik im Rahmen der aufgelösten Föderation festgestellt wurde, konnte die alte Regierung im Amt bleiben.
2. ↑  Von 30. November 1997 bis 2. Januar 1998 nur kommissarisch im Amt.
3. ↑  Von 16. August bis 4. September 2006 nur kommissarisch im Amt.
4. ↑  Von 11. Oktober 2006 bis 9. Januar 2007 nur kommissarisch im Amt.
5. ↑  Von 26. März bis 8. Mai 2009 nur kommissarisch im Amt.
6. ↑  Von 17. Juni bis 10. Juli 2013 nur kommissarisch im Amt.
7. ↑  Von 13. August 2013 bis 29. Januar 2014 nur kommissarisch im Amt.
8. ↑  Am 16. Januar 2018 wurde sie bei der notwendigen Abstimmung nicht bestätigt.